# گارفیلد ریج (شیکاگو)
گارفیلد ریج (به انگلیسی: Garfield Ridge) یک منطقهٔ مسکونی در ایالات متحده آمریکا است که در شهرستان کوک (ایلینوی) واقع شده‌است. گارفیلد ریج ۱۰٫۹۶ کیلومتر مربع مساحت و ۳۶٬۳۹۶ نفر جمعیت دارد.